# Adam Szłapka
Adam Stanisław Szłapka (nascut el 6 de desembre de 1984 a Kościan) és un polític, politòleg i funcionari del govern polonès. Ha estat membre del Sejm (Parlament polonès) durant la 8a, 9a i 10a legislatura (des del 2015). Ha estat líder del partit Modern (Nowoczesna) des del 2019 i ha estat ministre d'Afers de la Unió Europea en el tercer govern de Donald Tusk des del 2023.

## Biografia
Szłapka va néixer el 6 de desembre de 1984 a Kościan, al voivodat de la Gran Polònia. Es va graduar a l'institut Oskar Kolberg de Kościan. Posteriorment es va graduar en ciències polítiques i estudis orientals a la Universitat Adam Mickiewicz de Poznan.
Va ser activista de Młode Centrum, una organització juvenil de la Unió per la Llibertat i el Partit Democràtic de Polònia. Entre el 2006 i el 2012 va treballar com a secretari general d'aquestes organitzacions.
Entre el 2006 i el 2010, va exercir com a regidor de la ciutat de Kościan representant el Fòrum Democràtic d'Autogovern (Samorządowe Forum Demokratyczne). El 2010, es va presentar sense èxit a les eleccions locals. Va ser director de la Fundacja: Projekt Polska. Entre els anys 2011 i 2015, va treballar com a expert a la Cancelleria del president Bronisław Komorowski.
El 2015, va assumir el càrrec de secretari general del partit Modern (Nowoczesna). El mateix any, es va presentar a les eleccions al Sejm i va obtenir un escó per la circumscripció de Kalisz. Va ser nomenat membre del Comitè Parlamentari d'Afers Exteriors, així com del Comitè del Servei Secret. A les eleccions parlamentàries poloneses de 2019, va ser reelegit com a membre del parlament amb 51.951 vots a la circumscripció de Poznań..
El 24 de novembre de 2019, va substituir Katarzyna Lubnauer com a líder del partit polític Modern. Ha expressat el seu suport a la legalització del matrimoni entre persones del mateix sexe a Polònia.
Després de les eleccions de 2023, el 13 de desembre de 2023, va assumir el càrrec de Ministre d'Afers Europeus al tercer gabinet de Donald Tusk.